# Ninia hudsoni
Ninia hudsoni – gatunek węża z podrodziny ślimaczarzy (Dipsadinae) w rodzinie połozowatych (Colubridae). Występuje w dużej części dorzecza Amazonki w Ameryce Południowej. Prowadzi naziemny tryb życia.

## Systematyka
Takson ten po raz pierwszy zgodnie z zasadami nazewnictwa binominalnego opisał w 1940 roku angielski zoolog i ornitolog Hampton Wildman Parker na łamach „The Annals and magazine of natural history”. Autor nadał wężowi nazwę Ninia hudsoni. Jako miejsce typowe podał New River, Gujana Brytyjska. Holotyp BMNH 1939.1.19. to samiec odłowiony przez C.A. Hudsona. Nie wyróżnia się podgatunków.

### Etymologia
- Ninia: etymologia nieznana, autorzy nie wyjaśnili znaczenia nazwy rodzajowej[6].
- hudsoni – od nazwiska C.A. Hudsona – pracującego dla Muzeum Historii Naturalnej w Londynie kolekcjonera okazów owadów i gadów[4].

## Morfologia
Jest to mały wąż o małej głowie niewiele szerszej od szyi. Gatunek ten charakteryzuje się czarnym lub ciemnoszarym grzbietem, białym lub kremowym brzuchem oraz wyraźnym białym pasem na karku, który może obejmować część łusek ciemieniowych i czołowych. Spotyka się osobniki z albinizmem, o różowo-kremowym ubarwieniu grzbietu i pyska, białym brzuchu i czerwonych oczach. Osobniki N. hudsoni są największe wśród południowoamerykańskich węży z rodzaju Ninia. Może być mylony z Atractus occipitoalbus, jednak różni się od niego ciemnym brzuchem.
Wymiary:
|                        | Samiec | Samica |
| Długość całkowita (mm) | 494    | 427    |
| Długość SVL (mm)       | ---    | 338    |
| Tarczki podogonowe     | 60–72  | 60–72  |

## Występowanie
Ninia hudsoni zamieszkuje lasy tropikalne w Brazylii, Kolumbii, Ekwadorze, Gujanie i Peru, głównie wzdłuż północnej, zachodniej i południowej krawędzi Amazonii. W Ekwadorze występuje w prowincjach Napo, Pastaza, Orellana i Sucumbíos.

## Ekologia i zachowanie
Ninia hudsoni jest wężem naziemnym, prowadzącym nocny, a okazjonalnie dzienny i zmierzchowy tryb życia. Zamieszkuje zarówno lasy deszczowe, jak i przekształcone przez człowieka środowiska takie jak plantacje, pastwiska czy ogrody. Dieta oraz cykl rozrodczy tego gatunku nie zostały zbadane. Jednak uważa się, że jego dieta jest podobna do innych przedstawicieli rodzaju Ninia i składa się ze ślimaków, dżdżownic i pijawek. Uważany jest za węża niejadowitego. Stwierdzono, że pada łupem innych węży np. Micrurus ortoni czy Clelia clelia.

## Status zagrożenia
W Czerwonej księdze gatunków zagrożonych IUCN Ninia hudsoni jest klasyfikowany jako gatunek najmniejszej troski (LC, ang. Least Concern). Liczebność i trend populacji nie są określone. Gatunek jest opisywany jako rzadki.